# جيمس فولرتون
جيمس فولرتون (بالإنجليزية: James Fullerton)‏ هو مدير فني أمريكي، ولد في 9 أبريل 1909 في بيفرلي في الولايات المتحدة، وتوفي في 3 مارس 1991.

## وصلات خارجية
- جيمس فولرتون على موقع HockeyDB.com (الإنجليزية)